# Middle of the Night (песня Элли Дуэ)
«Middle of the Night» (с англ. — «Посреди ночи») — песня американской певицы Элли Дуэ, выпущенная как сингл 10 января 2020 года на лейблах Not Fit for Society и RCA Records. Он был написан Дюэ, Эндрю Уэллсом и Сэмюэлем Эллиотом Романом на основе композиции Исаак Альбенис 1892 года «Астурия (Лейенда)». Хотя песня не попала в чарты во время своего первоначального выпуска, в конце 2021 и 2022 годов она стала вирусной на TikTok.

## Фон
Песня была выпущена 10 января 2020 года. Дуэ расстался с RCA на той же неделе, когда песня была выпущена. В 2022 году она стала вирусной на TikTok, в результате чего песня попала в чарты разных стран и получила миллионы прослушиваний на Spotify.

## Клипы
Официальный видеоклип на песню был снят Лорисом Руссье и выпущен 4 мая 2022 года.
Первое видео на песню, снятое Эшли Монэ и выпущенное 4 января 2022 года, было переименовано в «лирическое видео».